# Bernd Ott
Bernd Ott (* 15. Juli 1949 in Eisenbach (jetzt Selters (Taunus))) ist Professor für Technik und ihre Didaktik an der Technischen Universität Dortmund.

## Leben
Nach seinem Abschluss an der Realschule Camberg im Jahr 1966 absolvierte Ott zunächst eine Ausbildung als Maschinenschlosser bei der Deutschen Bundesbahn. Anschließend wurde er für das Ingenieurstudium des Maschinenbaus an der Fachhochschule Koblenz zugelassen, welches er 1972 erfolgreich abschloss. Daraufhin begann er ein Studium für das höhere Lehramt an berufsbildenden Schulen an der Universität Kaiserslautern. Nach dem Bestehen der ersten Staatsprüfung war er von 1975 bis 1976 als Referendar an der Berufsschule Kaiserslautern tätig. Danach arbeitete er als Studienrat zur Anstellung (Beamter auf Probe) an der Berufsbildenden Schule Technik I Ludwigshafen. Parallel dazu war Ott bis 1977 nebenamtlich als Dozent am Pfalztechnikum Ludwigshafen beschäftigt. 1978 wurde er zum Studienrat ernannt. Insgesamt war er mehr als 20 Jahre als Berufsschullehrer tätig.
1981 promovierte er an der Universität Kaiserslautern zum Thema „Arbeitszufriedenheit bei Jugendlichen in der Ausbildung“ im Fachbereich Sozialwissenschaften. Bis zu seiner Habilitation im Jahr 1993 an der Fakultät für Geistes- und Sozialwissenschaften der Universität Karlsruhe war er Fachleiter für Physik und Maschinentechnik sowie Allgemeine Didaktik und Berufspädagogik in Kaiserslautern und Speyer. 1994 erhielt er eine Professur an der Universität Karlsruhe. Seit 1997 ist Ott Professor des Lehrstuhls Technik und ihre Didaktik an der Technischen Universität Dortmund.

## Werke (Auswahl)
- Arbeitsgestaltung in der Netzwerkökonomie. Flexible Arbeit – Virtuelle Arbeit – Entgrenzte Arbeit. Schneider, Hohengehren 2007, ISBN 978-3-8340-0201-3.
- Eigene Kompetenzen erkennen und fördern. Neue Wege und Methoden durch virtuelles Coaching. ChangeX Edition, München 2006, ISBN 978-3-00-019937-0.
- Unternehmensübergreifende Prozesse und ganzheitliche Kompetenzentwicklung. Neuere Forschungsergebnisse und visionäre Instrumente zur Unterstützung virtueller Zusammenarbeit. Europäischer Verlag der Wissenschaften, Frankfurt am Main 2005, ISBN 978-3-631-54170-8.
- Grundlagen der Arbeits- und Betriebspädagogik. Praxisleitfaden für die Umsetzung neu geordneter Berufe. Cornelsen, Berlin 2005, ISBN 978-3-589-23920-7.
- Allgemeine Technikdidaktik. Theorieansätze und Praxisbezüge. In: Bernhard Bonz, Bernd Ott (Hrsg.): Berufsbildung konkret. Band 6. Schneider, Baltmannsweiler 2003, ISBN 978-3-89676-732-5.
- Qualitäts- und Projektmanagement in der beruflichen Bildung. Einführung und Leitfaden für die Aus- und Fortbildung. Cornelsen, Berlin 2002, ISBN 3-464-49136-6.
- Teachware berufliches Lehren und Lernen. Ganzheitliches Lernen in der beruflichen Bildung. Cornelsen, Berlin 1999, ISBN 3-464-49131-5 (CD).
- Lerntipss mit Pfiff. In 10 Portionen für Lernende, Lehrende, Lernbegleitende. Hrsg.: Arbeitskreis Südtiroler Mittelschullehrer. 2., überarbeitete Auflage. Athesia, Bozen 2010, ISBN 978-88-8266-688-0.
- Bernhard Bonz, Bernd Ott (Hrsg.): Fachdidaktik des beruflichen Lernens. Steiner, Stuttgart 1998, ISBN 3-515-07306-X.
- Berufspädagogik kompakt. Prüfungsvorbereitung auf den Punkt gebracht. Cornelsen, Berlin 1998, ISBN 3-464-49129-3.
- Grundlagen des beruflichen Lernens und Lehrens. Ganzheitliches Lernen in der beruflichen Bildung. 4. Auflage. Cornelsen, Berlin 2011, ISBN 978-3-589-23930-6.
- Rolf Arnold, Rolf Dobischat, Bernd Ott (Hrsg.): Weiterungen der Berufspädagogik. Von der Berufsbildungstheorie zur internationalen Berufsbildung. Steiner, Stuttgart 1997, ISBN 3-515-07107-5 (Festschrift für Antonius Lipsmeier zum 60. Geburtstag).
- Ganzheitliche Berufsbildung. Theorie und Praxis handlungsorientierter Techniklehre in Schule und Betrieb. Steiner, Stuttgart 1995, ISBN 3-515-06587-3.
- Unterrichtspraxis Metall- und Maschinentechnik. Didaktisch-methodische Grundlagen für Schule und Betrieb. ISBN 3-427-51102-2.
- Arbeitszufriedenheit bei Jugendlichen in der Ausbildung. Kaiserslautern 1980 (Dissertation).